# Christen (Name)
Christen ist ein dänischer und norwegischer männlicher Vorname sowie ein deutscher und Schweizer Familienname.

## Herkunft und Bedeutung
Christen ist ein Variante des Namens Christian.

## Namensträger

### Vorname
- Christen Aagaard (1616–1664), dänischer Dichter
- Christen Ager-Hanssen (* 1962), norwegischer Investor und Unternehmer
- Christen Thomsen Barfoed (1815–1889), dänischer Chemiker
- Christen Berg (1829–1891), dänischer Politiker, Mitglied des Folketing
- Christen Brun (Maler) (1828–1905), norwegischer Maler
- Christen Brun (Bischof) (1846–1917), norwegischer lutherischer Bischof
- Christen Christensen (Reeder) (1845–1923), norwegischer Reeder und Werftbesitzer
- Christen Christensen (Eiskunstläufer) (1904–1969), norwegischer Eiskunstläufer
- Christen Djurhuus (1708–1775), dänischer Pastor auf den Färöern
- Christen Elster (1763–1833), norwegischer Politiker und Beamter
- Christen Andreas Fonnesbech (1817–1880), dänischer Staatsmann
- Christen Lyst Hansen (1898–1973), dänischer Polizeibeamter und Widerstandskämpfer
- Christen Købke (1810–1848), dänischer Maler
- Christen Kold (1816–1870), dänischer Lehrer, Mentor der Hochschul- und Freischulbewegung
- Christen Ostenfeld (1900–1976), dänischer Bauingenieur
- Christen Pram (1756–1821), norwegischer Dichter
- Christen Press (* 1988), US-amerikanische Fußballspielerin
- Christen Raunkiær (1860–1938), dänischer Botaniker
- Christen Smith (1785–1816), norwegischer Botaniker und Forschungsreisender
- Christen Leif Vebæk (1913–1994), dänischer Archäologe
- Christen Wiese (1876–1968), norwegischer Segler

### Familienname
- Ada Christen (Christi(a)na von Breden, geb. Fr(i)ederik; 1839–1901), österreichische Schriftstellerin
- Adolf Christen (Schauspieler) (1811–1883), deutscher Schauspieler
- Adolf Christen (Politiker) (1843–1919), Schweizer Mediziner und Politiker (FDP)
- Alfred Christen (1910–1976), Schweizer Architekt
- Alois Christen (* 1948), Schweizer Politiker (FDP)
- Andreas Christen (Designer) (1936–2006), Schweizer Designer
- Andreas Christen (Fussballspieler) (* 1989), liechtensteinischer Fußballspieler
- Anton Christen-Liem (1915–1998), Schweizer Politiker (CVP)
- Beata Heuer-Christen (* 1935), schweizerisch-deutsche Sängerin, Gesangspädagogin und Hochschullehrerin
- Bernhard Christen (1837–1909), Schweizer Kapuzinergeneral
- Björn Christen (* 1980), Schweizer Eishockeyspieler
- Eduard Christen (1931–2015), Schweizer Theologe und Dogmatiker
- Eliane Christen (* 1999), Schweizer Skirennläuferin
- Ernst Albert Christen (1914–1988), Schweizer Architekt und Maler
- Fabio Christen (* 2002), Schweizer Radsportler
- Fritz von Christen (1872–1953), deutscher Rittergutsbesitzer und Landrat
- Fritz Christen (1921–1995), deutscher Angehöriger der Waffen-SS
- Hanns U. Christen (bekannt als –sten; 1917–2003), Schweizer Journalist und Satiriker
- Hanny Christen (1899–1976), Schweizer Sammlerin von Volksmusik
- Hans Christen (Gärtner) (1888–1973), Schweizer Gärtner
- Hans Christen (Fabrikant) (1890–1970), Schweizer Fabrikant
- Hans Christen (Künstler) (1929–1994), Schweizer Plastiker, Maler und Zeichner
- Hanspeter Christen (1930–2015), Schweizer Künstler
- Hans Rudolf Christen (1924–2011), Schweizer Chemiker und Fachautor
- Heinz Christen (1941–2011), Schweizer Politiker (SP)
- Helen Christen (* 1956), Schweizer Sprachwissenschaftlerin
- Hermann von Christen (1841–1919), deutscher Politiker (Freikonservative Partei)
- Ilona Christen (1951–2009), deutsche Journalistin und Rundfunkmoderatorin
- Jan Christen (* 2004), Schweizer Radrennfahrer
- Jakob Christen (1825–1914), Schweizer Politiker und Richter
- Jens Christen (1987–2025), deutscher Rapper (EnteTainment)
- Joe Christen (* 1964), Schweizer Politiker (FDP)
- Josefine Christen (1869–1942), österreichische Bildhauerin, Sängerin und Politikerin (CS, PÖM)
- Joseph Maria Christen (1767–1838), Schweizer Bildhauer
- Kaspar Joseph Christen (1762–1827), Schweizer Politiker
- Lara Christen (* 2002), Schweizer Eishockeyspielerin
- Lukas Christen (* 1966), Schweizer Behindertensportler
- Maria Ursula Christen, Schwyzer Franziskanerin
- Mathias Christen (* 1987), liechtensteinischer Fußballspieler
- Matthias Christen (* 1966), schweizerisch-deutscher Literatur-, Film- und Medienwissenschaftler
- Max Christen, Schweizer Automobilrennfahrer
- Nathalie Christen (* 1970), Schweizer Journalistin und Moderatorin
- Nina Christen (* 1994), Schweizer Sportschützin
- Olaf Christen (1961–2020), deutscher Agrarwissenschaftler
- Paul Viktor Christen (1947–2018), Schweizer Diplomat
- Raphael Christen (1811–1880), Schweizer Bildhauer
- Richi Christen (* 1962), Schweizer Grasskifahrer und Alpinskitrainer
- Rita Christen (* 1968), Schweizer Bergführerin und Juristin
- Robin Christen (* 1991), deutscher Basketballspieler
- Stephan Christen (* 1968), Schweizer Offizier
- Theo Christen (1884–1935), Schweizer Politiker
- Theophil Christen (1873–1920), Schweizer Arzt, Mathematiker und Physiker
- Thomas Christen (* 1975),  Schweizer Beamter und früherer Parteifunktionär (SP)
- Ueli Christen (* 1962), Schweizer Filmeditor
- Walter von Christen (1874–1944), deutscher Verwaltungsbeamter
- Werner Christen (Politiker) (1895–1969), Schweizer Politiker (CVP)
- Werner Christen (Grafiker) (1912–1983), Schweizer Maler und Grafiker
- Werner Christen (Leichtathlet) (1914–2008), Schweizer Hürdenläufer und Sprinter
- Wolfgang Christen (* 1961), deutscher Physikochemiker und Hochschullehrer
- Yojo Christen (* 1996), deutscher Komponist und Pianist
- Yves Christen (* 1941), Schweizer Politiker (FDP)